# Gümüşhacıköy
Gümüşhacıköy ist eine Stadt und ein Landkreis der türkischen Provinz Amasya. Die Stadt liegt etwa 55 Kilometer nordwestlich der Provinzhauptstadt Amasya und beherbergt fast 66 % der Kreisbevölkerung. Gümüşhacıköy war 1647 bedeutende Stadt und Silbergrube
Gümüşhacıköy wurde 1890 in den Status einer Belediye/Belde (Gemeinde, Kleinstadt) erhoben. Der Name ist eine Verschmelzung von zwei ehemaligen Dörfern: Gümüş (=Silber) und Hacıköy (= Dorf der Pilgerer).
Der Landkreis liegt im Westen der Provinz. Er grenzt im Osten an Merzifon, im Südwesten an Hamamözü, im Süden und im Westen an die Provinz Çorum und im Norden an die Provinz Samsun. Den Landkreis durchquert von Nordwesten nach Osten die Europastraße 80, die von Istanbul nach Osten über Erzurum bis zur iranischen Grenze verläuft. Die Kreisstadt ist außerdem durch eine Landstraße mit Hamamözü im Südwesten verbunden. Der Fluss Kavşak Çayı fließt von Osten nach Westen durch den Kreis, er mündet weiter westlich in den Kızılırmak. In den Kavşak Çayı mündet der kleinere Sarayözü Deresi, der etwa fünf Kilometer nördlich von Gümüşhacıköy beim Dorf Balıklı zum Sarayözü Barajı (auch Balıklı Barajı) aufgestaut ist. Im Süden des Bezirks liegen zwei weitere Stauseen, der Çitli Barajı und der Yeniköy Barajı auf der Grenze zu Hamamözü, außerdem im Zentrum, etwa vier Kilometer östlich der Kreisstadt, der Keltepe Barajı. Im Nordwesten liegt ein Teil des Bergzugs İnegöl Dağı, den die E 80 mit dem 960 Meter hohen Pass Ulubel Geçidi überquert.
Neben der Kreisstadt besteht der Landkreis noch aus 44 Dörfern (Köy) mit einer Durchschnittsbevölkerung von 173 Einwohnern. 23 Dörfer haben mehr Einwohner als der Durchschnitt, das größte Dorf ist mit 505 Einwohnern Çetmi. Der Anteil der ländlichen Bevölkerung liegt bei über 34 Prozent, die Bevölkerungsdichte mit 35 Einwohnern je Quadratkilometer unterhalb des Provinzwertes.